# Pultusk (meteorito)

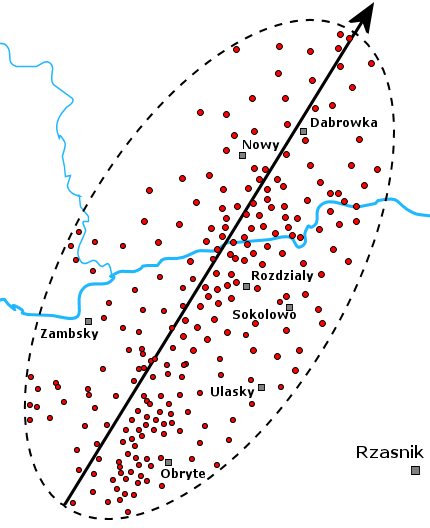
Distribución elíptica de la lluvia de meteoritos de Pultusk.

El meteorito de Pultusk es un meteorito condrítico que cayó sobre la Tierra en 1868 en Polonia, en las proximidades de la población de Pułtusk.
Este evento es considerado la lluvia de meteoritos rocosa con un mayor número de fragmentos de la historia.
De 250 kg de peso en total, es el segundo mayor meteorito de Polonia, detrás del encontrado en Morasko.

## Historia
La caída del meteorito tuvo lugar el 30 de enero de 1868 a las 7:00 p. m. cerca de la ciudad de Pułtusk, a unos 60 km al noreste de Varsovia. Miles de personas presenciaron una gran bola de fuego seguida de detonaciones y una gran lluvia de pequeños fragmentos cayendo sobre hielo, tierra y casas en un área de aproximadamente 127 km². Se estima que el número de fragmentos fue entre 42 000 y 68 780.
El peso de los fragmentos osciló entre medio gramo y los 9,095 kg del fragmento más grande. La gran mayoría de los fragmentos eran pequeños, de solo unos pocos gramos, siendo conocidos como «los guisantes de Pułtusk». El meteorito de Pultusk constituye la mayor lluvia de meteoritos rocosa jamás registrada.

## Composición y clasificación
El meteorito de Pultusk es una condrita brechada que contiene dos variedades de xenolitos incrustados en una matriz oscura y brechada. Prevalecen los xenolitos petrológicos tipo 5, por lo que ha sido clasificado como H5: una condrita ordinaria que ha experimentado metamorfismo térmico y con los contornos de los cóndrulos difíciles de distinguir. Los minerales principales son olivino y broncita. Otros minerales presentes son camacita, troilita y cromita.
Los principales elementos presentes en el meteorito de Pultusk son SiO2 36,44%, Fe total 27,19% (Fe metálico 17,62%, FeO 9,48%, FeS 5,97%), MgO 23,75%, Ni metálico 9,13%, Al2O3 1,88% y CaO 1,82%.